# Phantom Corsair
Phantom Corsair — прототип аеродинамічного дводверного купе-седана на базі моделі Cord 810, чий корпус був створений на основі випробувань у аеродинамічній трубі.

## Історія
22-річний Руст Гайнц з родини власників всесвітньовідомої компанії H. J. Heinz Company по виробництву кетчупу перебрався 1936 до Каліфорнії, де вирішив профінансувати будівництво прототипу автомашини наймодернішої конструкції для найзаможніших клієнтів за ціною до 15.000 доларів, що тоді рівнялось вартості будинку.

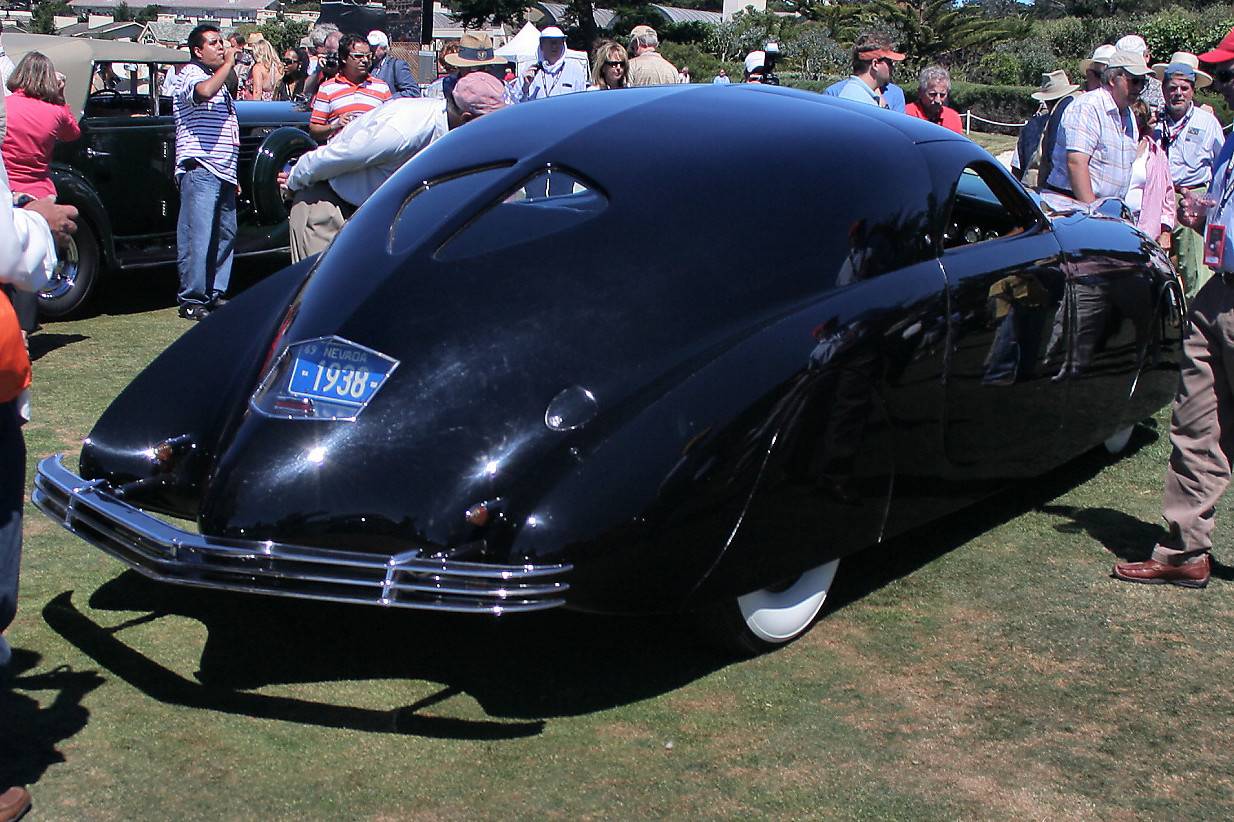
Задня частина Phantom Corsair

У Пасадені взялась виконати його замовлення компанія Bohman & Schwartz, що займалась виготовленням автомобільних кузовів. Алюмінієвий кузов проектував Моріс Шварц. Аеродинамічний корпус закривав колеса, була відсутня звична тоді підніжка, дверні ручки, які замінили кнопки електроприводу зовні і на панелі приладів, де фігурував компас, висотомір. Понад вітровим склом розміщувались індикатори відкриття дверей, включення світла, радіо. Було використано шасі найбільш прогресивного тоді у США передньопривідного Cord 810 з 8-циліндровим V-подібним (80°) мотором Lycoming потужністю 190 к.с., автоматичну 4-ступінчасту коробку передач з електроприводом переключення, незалежну підвіску з регульованими амортизаторами. Правда, довелось внести декотрі зміни у їхнє компонування для відповідності концептуальному кузову, з висотою 1400 мм і шириною 1940 мм. На першому ряді сидінь розміщувалось 4 особи, причому місце водія було другим з лівої сторони. На задньому сидінні було 2 місця та доволі місткий бар для напоїв. При вазі 2100 кг автомобіль розвивав крейсерську швидкість 185 км/год. Вартість прототипу на час завершення 1938 винесла 24.000 доларів (еквівалент 370.000 доларів 2010 року).
Руст Гайнц планував профінансувати виготовлення невеликої серії даної моделі при продажній ціні 12.500 доларів, але він загинув у автомобільній катастрофі (липень1939). Його родичі не мали наміру продовжувати фінансування автовиробництва і продали прототип. Новий власник перемалював його у золотистий колір, встановив розсувний дах, піднявши лінію вікон. Згодом колекціонер Білл Гарра повернув машині первісну форму. У даний час Phantom Corsair перебуває у Національному автомобільному Музеї (Ріно, штат Невада).